# Seznam lovskih letal prve svetovne vojne
Seznam najpomembnejših lovskih letal prve svetovne vojne.

## Abecedni seznam
(ime (država proizvajalka))

### A
- AD Scout (Združeno kraljestvo)
- Albatros D I (Nemčija)
- Albatros D II (Nemčija)
- Albatros D III (Nemčija)
- Albatros D IV (Nemčija)
- Albatros D V (Nemčija)

### B
- Bristol F.2 Fighter (Združeno kraljestvo)
- Bristol M.1 (Združeno kraljestvo)

### D
- De Havilland DH.2 (Združeno kraljestvo)

### F
- Fokker D I (Nemčija)
- Fokker D II (Nemčija)
- Fokker D III (Nemčija)
- Fokker D IV (Nemčija)
- Fokker D V (Nemčija)
- Fokker D VI (Nemčija)
- Fokker D VII (Nemčija)
- Fokker E /enokrilniki (Nemčija)
- Fokker Dr. /trikrilniki (Nemčija)
- Fokker E IV (Nemčija)

### M
- Morane-Saulnier Type L (Francija)
- Morane-Saulnier Type LA (Francija)
- Morane-Saulnier Type N (Francija)
- Morane-Saulnier Type P (Francija)

### N
- Nieuport 11 Bebe (Francija)
- Nieuport 17 (Francija)
- Nieuport 28 (Francija)

### P
- Pfalz D III (Nemčija)
- Pfalz D XII (Nemčija)

### R
- Royal Aircraft Factory F.E.2 (Združeno kraljestvo)
- Royal Aircraft Factory S.E.5 (Združeno kraljestvo)
- Rumpler D.I (Nemčija)

### S
- Sopwith 1½ Strutter (Združeno kraljestvo)
- Sopwith Camel (Združeno kraljestvo)
- Sopwith Pup (Združeno kraljestvo)
- Sopwith Snipe (Združeno kraljestvo)
- Sopwith Triplane (Združeno kraljestvo)
- Spad S.7 (Francija)
- Spad S.13 (Francija)

### V
- Vickers F.B.5 (Združeno kraljestvo)